# 張邦基
張邦基（？—？），字子賢，生活于南北宋交替时期（约1131年前后），高郵（今屬江蘇）人。
少時居湖南，南宋建炎年間遷居揚州，好著作，喜藏書，其寓所稱墨庄。著有《墨莊漫錄》十卷，書中“多記雜事， 亦頗及考證”，該書有記王安石偏頭痛的醫案。